# (2732) Witt
(2732) Witt es un asteroide que forma parte del cinturón de asteroides y fue descubierto por Maximilian Franz Wolf el 19 de marzo de 1926 desde el Observatorio de Heidelberg-Königstuhl, Alemania.

## Designación y nombre
Witt recibió inicialmente la designación de 1926 FG.
Más adelante, en 1983, se nombró en honor del astrónomo alemán Gustav Witt (1866-1946).

## Características orbitales
Witt orbita a una distancia media del Sol de 2,76 ua, pudiendo alejarse hasta 2,827 ua y acercarse hasta 2,694 ua. Tiene una excentricidad de 0,02418 y una inclinación orbital de 6,494 grados. Emplea en completar una órbita alrededor del Sol 1675 días.

## Características físicas
La magnitud absoluta de Witt es 11,8. Está asignado al tipo espectral A de la clasificación SMASSII.